# 短肢領航鯨
短肢領航鯨（學名：Globicephala macrorhynchus），又名短鰭領航鯨，是兩種領航鯨之一。

## 特徵
短肢領航鯨的身體敦实，前額圓，沒有明顯的吻突，胸鰭長而尖，全身呈黑色或深灰色，鰭位於身體的較前位置。腹部及喉嚨有灰色至白色的斑，眼睛後有灰色或白色的斜斑紋。它們一般長3.5-6.5米及重1-4噸，初生的約長1.4-1.9米及重60公斤。
短肢領航鯨與其近親的長肢領航鯨很相似，但也有多種不同之處。短肢領航鯨如其名般，其胸鰭較短，邊也較圓。它們牙齒的數量也較小，每個顎部只有14-18顆。
成年雄鯨的身上可能有一些傷痕。雄鯨及雌鯨的背鰭形狀有所不同，而隨著年紀背鰭的形狀亦有所改變。幼鯨的身體較細長，年長的身體會變得頓實。

## 行為
短肢領航鯨喜歡群居，很少會單獨出沒。它們的群落約有10-30隻，有些甚至多達60隻。它們會讓船隻接近。它們很少躍身擊浪，但很多時會鯨尾擊浪及浮窺。在潛水前，它們會彎曲及舉起尾巴；當回到水面呼吸時，它們只會將頭頂露出水面，但幼鯨則會將整個頭露出水面。成年有時會以鼠豚式來游泳，即大部份身體離開水面。
短肢領航鯨喜歡吃魚類、烏賊及八爪魚。